# Wiplala (película)
Wiplala es una película juvenil holandesa de 2014, dirigida por Tim Oliehoek, basada en el libro infantil Wiplala, escrito por Annie MG Schmidt . La película costó 6 millones de euros. 
La familia monoparental Blom (la madre murió) vive en el sur de Ámsterdam y está compuesta por Blom, su hija Nella Della, su hijo menor Johannes y el gato Vlieg. Johannes descubre a Wiplala, que parece un hombre joven, pero es mucho más pequeño. Puede conjurar, pero nunca está seguro del resultado. Porque Vlieg es un peligro para él, lo petrifica. Esto también sucede con el poeta fracasado Arthur Hollidee, que es amigo de Blom; ampliado varias veces en este caso. Wiplala es bastante informal al respecto, pero la familia lo insta a que lo regrese a la normalidad, lo cual es posible en principio, pero requiere una técnica que Wiplala no parece controlar. 
La familia come en un restaurante. Wiplala, que también está con ellos, convierte las ostras de los niños en alimentos que les gustan más, pero eso causa problemas porque allí no se puede consumir ningún otro alimento. En esto, Wiplala reduce al Sr. Blom, Nella Della y Johannes a sus propias dimensiones, pero esto trae aún más peligros e inconvenientes. Otra preocupación es que Arthur Hollidee, al ser una estatua no autorizada, será destruido por las autoridades y, por lo tanto, hay que salvarlo. Viajan de regreso en un automóvil de juguete controlado por radio (del cual atan el control remoto en el techo y, por lo tanto, controlan el automóvil a través de cintas al volante) y en paloma. Como resultado de una mayor confianza en sí mismo, la respuesta ahora es exitosa, por lo que todo estará bien. 

## División de roles
- Géza Weisz - Wiplala
- Sasha Mylanus - Johannes Blom
- Kee Ketelaar - Nella Della Blom
- Peter Paul Muller - Sr. Blom
- Paul R Kooij - Arthur Hollidee
- Marjan Luif - Emilia Hollidee
- Gabbi van Waveren - Lotje
- Cas Jansen - Doctor Vink
- Mamoun Elyounoussi - Repartidor de pizza
- Jack Wouterse - Funcionario municipal
- Peter Van den Begin - Camarero
- Hans Kesting - Atlas
- Manoushka Zeegelaar Breeveld - Hermana Babs
- Abatutu - Gato "Vlieg"
- Queenie - Perra Emilia

## Algunas diferencias con el libro.
- El libro está ambientado en los años cincuenta.
- En el libro, el padre Blom es escritor y no se menciona a una madre.
- En el libro están encerrados en el restaurante porque el padre no puede pagar la factura.
- En el libro juegan con dos ancianas en un canal.
- En el libro, la estatua de Hollidee sería revelada por el ministro.

## Premios
En octubre de 2015, Wiplala ganó el Audience Gold Award en el Mill Valley Film Festival en Mill Valley, California, Estados Unidos .